# Mitchell Peters
Mitchell Peters (Red Wing, Minnesota, 17 de agosto del 1935-Encinitas, California, 28 de octubre del 2017) fue un percusionista, compositor, arreglista y pedagogo estadounidense. 

## Biografía
Se introdujo en el mundo de la música como trombonista, hasta que un día su profesor le pidió que tocara percusión. Formó parte de la Orquesta Filarmónica de Los Ángeles desde 1969 hasta su jubilación, en 2006. En 1972 fue cuando consiguió la plaza de percusionista coprincipal de la orquesta, y en 1982 pasó a ser el timbaler. Tocó bajo la batuta de directores como Zubin Mehta, Carlo Maria Giulini, André Previn, Esa-Pekka Salonen, Leonard Bernstein, Pierre Boulez, Simon Rattle, John Williams y Michael Tilson Thomas. Grabó numerosos discos tanto con la Orquesta Filarmónica de Los Ángeles como con la Orquesta Sinfónica de Dallas, además de varias apariciones en bandas sonoras. Murió a la edad de 82 años.

## Composiciones

### Trabajos como solista

#### Trombón
- Rondo for Solo Trombone (pub. 1972)

#### Marimba
- Sonata-Allegro, marimba and piano (pub. 1968) [Grade 3+]
- Chant, marimba (2 mallets) (pub. 1971) [Grade 3]
- Sea Refractions, marimba (4 mallets) (pub. 1971) [Grade 3]
- Theme and Variations, marimba (2–4 mallets) and piano (pub. c. 1971) [Grade 4]
- Yellow After the Rain, marimba (4 mallets) (pub. 1971) [Grade 4+]
- Zen Wanderer, marimba (4 mallets) (pub. 1972) [Grade 3]
- Teardrops, marimba (4 mallets) (pub. 1975) [Grade 3]
- Undercurrent, marimba (4 mallets) (pub. 1975) [Grade 3]
- Waves, marimba (4 mallets) (pub. 1975) [Grade 3]
- Three Pieces for Three Mallets, marimba (3 mallets) (pub. 1978) [Grade 3]

- Dog Beach, marimba (4 mallets) (pub. 1999) [Grade 3]
- Galactica, marimba (2 mallet) (pub. 1999) [Grade 3+]
- Pastiche, marimba (4 mallets) (pub. 1999) [Grade 3]
- Starscape, marimba (4 mallets) (pub. 1999) [Grade 3]
- Barcelona, marimba (4 mallets) (pub. 2000) [Grade 3]

#### Timpani
- Scherzo for Three Timpani (1 player) (pub. 1968) [Grade 3]
- Rondino, 4 timpani (1 player) (pub. 1970) [Grade 3]
- Tribal Serenade, 4 timpani (1 player) (pub. 1971) [Grade 3]
- The Storm (Silence is Golden), 4 timpani (1 player) (pub. 1975) [Grade 4]
- Primal Mood, 4 timpani (1 player) (pub. 1972) [Grade 3]

#### Multipercusión
- Etude #I, 4 tom-toms (1 player) (pub. 1967) [Grade 3]
- Rondo, tom-tom solo (4 tom-toms) (1 player) (pub. 1968) [Grade 3]
- Passacaglia and Trio, multiple percussion solo (1 player) (pub. 1971) [Grade 3]
- Perpetual Motion, snare drum and 4 tom-toms (1 player) (pub. 1971) [Grade 3]

### Conjunto de Percusión
- March of the Eagles, 5 percussionists (pub. 1967)
- A la nañigo, percussion ensemble (5 players) (pub. 1967)
- Study in 5/8, percussion quartet (pub. 1967) [Grade 3]
- A la samba, 6 percussionists (pub. 1969) [Grade 3+]
- Piece for Percussion (4 players)(pub 1969)

### Libro audio
- Odd Meter Rudimental Etudes, snare drum, educational work (pub. 1967)
- Stick Control for the Drum Set, Volume 1: Basic Triplet Patterns, educational work (pub. 1967)
- Etude #II, (1 player) (pub. 1968) [Grade 3]
- Introduction and Waltz, (1 player) (pub. 1968) [Grade 2]
- Developing Dexterity for Snare Drum, educational work (pub. 1968)
- Drum Music to March By, educational work (pub. 1968)
- Stick Control for the Drum Set, Volume 2: Basic Sixteenth Patterns, educational work (pub. 1969)
- Advanced Snare Drum Studies, educational work (pub. 1971)
- Odd Meter Calisthenics for the Snare Drummer, educational work (pub. 1973)
- Intermediate Snare Drum Studies (43 studies), educational work (pub. 1976)
- Intermediate Timpani Studies, educational work (pub. 1981)
- Hard Times: 20 advanced etudes for snare drum, educational work (pub. 1984)
- Elementary Snare Drum Studies, educational work (pub. 1988)
- Rudimental Primer for the Snare Drummer, educational work (pub. 1990)
- Fundamental Method for Timpani, educational work (pub. by Alfred, 1993)
- Fundamental Method for Mallets, educational work (pub. by Alfred, 1995)
- Fundamental Method for Mallets, Book 2, educational work (pub. by Alfred, 1996)
- Fundamental Solos for Timpani: 15 intermediate-level solos for the developing timpanist, educational work (pub. by Alfred, 1997)
- Fundamental Solos for Mallets, educational work (1999)
- Etudes for Snare Drum, educational work (pub. 2003) [Advanced]